# El Progreso, Ocotepec
El Progreso är en ort i Mexiko.   Den ligger i kommunen Ocotepec och delstaten Puebla, i den sydöstra delen av landet, 150 km öster om huvudstaden Mexico City. El Progreso ligger 2 733 meter över havet och antalet invånare är 254.
Terrängen runt El Progreso är kuperad. Runt El Progreso är det ganska glesbefolkat, med 36 invånare per kvadratkilometer. Närmaste större samhälle är Libres, 10,0 km söder om El Progreso. I omgivningarna runt El Progreso växer huvudsakligen savannskog.